# Omega Constellation
L'Omega Constellation est une gamme de montres bracelets mécaniques à remontage automatique ou à quartz, produite à partir de 1952 par la manufacture horlogère suisse Omega et ayant comme point commun d'initialement représenter le segment luxe d'Omega et d'être toutes certifiées chronomètre par le COSC. Les montres Constellation sont ornées d'un petit médaillon au dos, représentant l’observatoire de Genève entouré de huit étoiles.

## Modèles

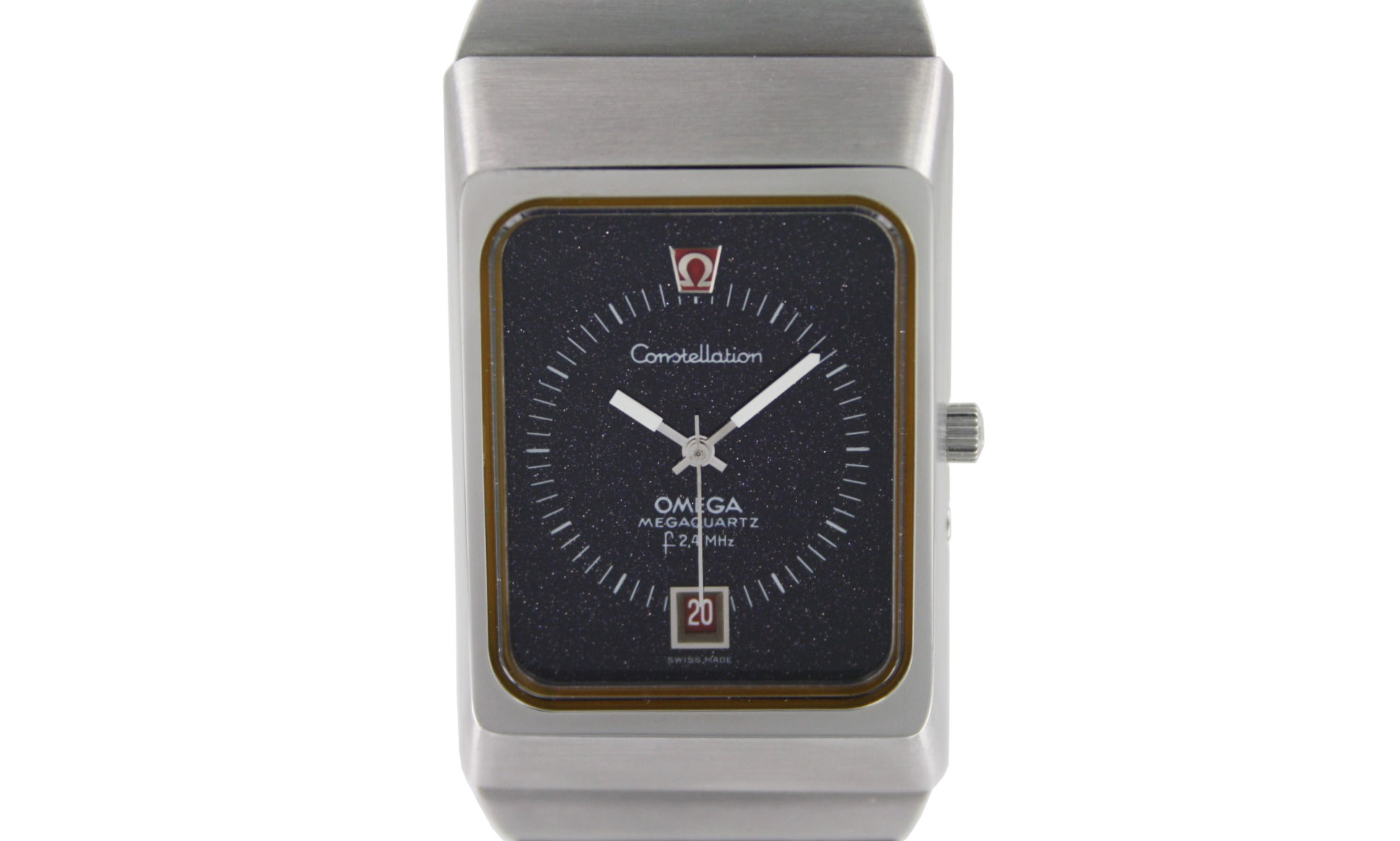
Omega Constellation Stardust à mouvement Quartz

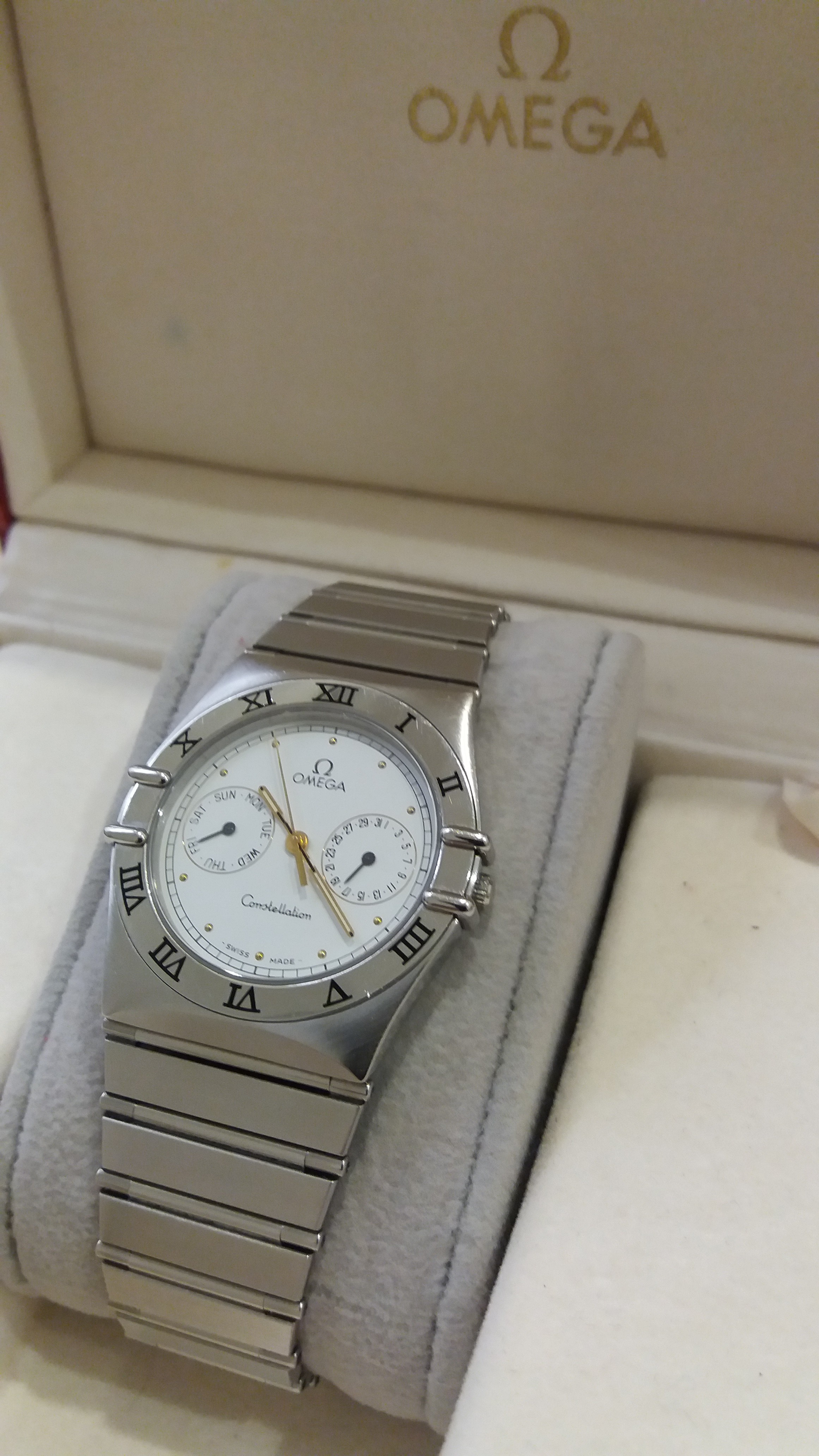
Omega constellation pour femme

Omega a produit différents modèles de montres Constellation, avec de nombreuses variations de couleur, de bracelet, de mouvement et de taille. 
Quelques modèles connus : 
- À cadran dit "Pie-pan" à partir de 1952
- À bracelet intégré à partir 1969
- À mouvement Electroquartz f8192 Hz dévoilé en 1970
- Time Computer à quartz et affichage numérique à partir de 1972[3]
- Manhattan à partir de 1982
- Globemaster à partir de 2015 réintroduisant le cadran "pie-pan" et certifié "master chronomètre"